# Magalhães Barata
Magalhães Barata är en kommun i Brasilien.   Den ligger i delstaten Pará, i den nordöstra delen av landet, 1 700 km norr om huvudstaden Brasília. Antalet invånare är 8 115. Arean är 325 kvadratkilometer.
Terrängen i Magalhães Barata är mycket platt.
I omgivningarna runt Magalhães Barata växer i huvudsak städsegrön lövskog. Runt Magalhães Barata är det glesbefolkat, med 19 invånare per kvadratkilometer.